# 明友会事件
明友会事件（めいゆうかいじけん）は、1960年（昭和35年）8月9日から同年8月23日までに起こった三代目山口組と明友会の暴力団抗争事件。山口組の大阪進出の足がかりとなった。

## 抗争勃発
山口組と明友会の最初の衝突は、1960年7月に大阪ミナミで双方の組員が喧嘩となり、更に明友会側が猟銃を持って車に乗り込み、神戸市の山口組事務所前で示威行動をとったことに端を発する。
8月5日に山口組富士会・田中禄春会長がマンモスキャバレー「キング」を開店。9日には三代目山口組・田岡一雄組長が「キング」の開店祝いに来店し、更に田端義夫がゲスト出演。田岡は、田端を労うために舎弟の織田組・織田譲二組長の運転する車で、田中と中川組・中川猪三郎組長（ボディガード役）を連れて、ミナミのサパークラブ「青い城」に向かった。
一方、その「青い城」では明友会幹部の宋福泰・韓博英の保釈祝いが宋・韓と明友会会員4人が出席して行われていた。そこへ田岡らの一行がボーイに案内されてテーブルに着き、宋・韓は田端の来店に気づく。二人は、田端にこの場で歌ってくれる様頼んだが、同道していた中川が田端は客として来店していると説明し二人の依頼を拒否。更に田中が田岡を指差して山口組三代目であることを告げたが、明友会会員の一人が中川をビール瓶で殴打。そこへ駐車のため別行動だった織田が駆けつけ、田中ともども明友会会員と喧嘩になった。挙句、宋・韓ら明友会側の6人は、「いつでも来い。相手になってやる」と言い残して「青い城」から立ち去る。
直ぐ様、田岡は明友会との戦争を決断し、その総指揮官として若頭・地道行雄を任命。地道の号令一下、山口組各団体に動員令を発せられた。一方、明友会・姜昌興会長は翌10日に「青い城」での一件の報告を受け、西宮市の諏訪組・諏訪建次組長に山口組との仲介を依頼する。

## 抗争の推移
同じ10日、山口組は、大阪市東淀川区十三西之町の旅館を対明友会戦争の作戦本部とし、田中・中川、さらに若頭補佐・山本広が集まって作戦会議を開いた。その最中に、諏訪から「姜昌興が詫びを入れてきているので、自分に仲裁を任せて欲しい」との申し出があったが、山本広は諏訪の申し出を拒否。
同日夕方には桂木正夫、中川組組員・市川芳正、安原会会員・佐野晴義、地道組組員・福田留吉、石井組組員・平尾国人など50人が、前線本部となっていた大阪市南区炭屋町の旅館に集結。全員が拳銃を持参していた。
12日午前8時、山口組側が、大阪市西成区西荻町のアパート「清美荘」にいた明友会幹部・李猛を部屋ごと包囲。李はアパートの自室のドアにバリケードを築いて立てこもったものの、中川組幹部・正路正雄（のちの三代目山口組若頭補佐）が窓越しに李を銃撃し腹部に重傷を負わせた。
これに対し明友会も19日夜に宋・韓ら6人が、大阪市南区河原町で加茂田組組員・前川弘美ら3人を拉致、布施市足代のアパート「有楽荘」に連行しリンチを加えた。これを聞いた姜は、宋・韓らに拉致した3人の解放を指示し、20日午前0時頃に3人は西成区山王町の加茂田組事務所に戻った。事態を受け、加茂田組・加茂田重政組長は組員と武器を集め、事態の急変を察知した西成警察署の包囲もすり抜けて、南区大和町に集結。午前6時に加茂田と加茂田組組員15人で「有楽荘」を襲撃し、明友会組員・山岸襄を射殺、李義雄の肩を切って重傷を負わせた。
終に21日に至り、姜会長以下明友会幹部15人が指を詰め、8月23日に神戸市の有馬温泉「御所坊旅館」で山口組と明友会の会談が行われた。山口組からは、中川・田中、柳川組・柳川次郎組長が出席。明友会側は、姜と南一家許万根組長が出席した。仲裁人は、別府市の石井組・石井一郎組長だった。名目的には手打ちだったものの、明友会側が幹部15人の断指した指を持参するなど、実質的には明友会側の全面降伏に等しかった。

## その後
この抗争で大阪府警は、山口組側56人を殺人と殺人未遂で検挙し、最終的には組員84人を検挙した。このうち24人が柳川組組員だった。この抗争での柳川組の戦功は、山口組内部で認められた。
同年12月13日、柳川組の明友会事件での戦功により、柳川次郎の山口組直系昇格が、山口組「御事始」の席で決定し、「御事始」終了後に山口組本部事務所で結縁の盃事が執り行われた。取持ち人は、倭奈良組舎弟の水谷奈良太郎であった。加茂田重政は、明友会事件により懲役7年の刑を受けたが、控訴し保釈となった。
その後、明友会幹部・小田組・小田秀臣組長が、地道行雄の舎弟となった。明友会幹部・金田組・金仁植組長は、田中禄春の舎弟となった。

## 関連書籍
- 東史郎、一の瀬正『実録　山口組抗争史　明友会殲滅作戦』竹書房、2008年、ISBN 978-4-8124-6911-8